# Кушерник
Кушерник (словен. Kušernik) је насељено место у општини Песница, Подравска регија, Словенија.

## Историја
До територијалне реорганизације у Словенији била је у саставу старих општина Марибор и Песница. Кушерник као самостално насеље постоји од 1994. године. Настао је спајањем некадашњих насеља Кушерник (Марибор) и Кушерник (Песница).

## Становништво
У попису становништва из 2011. године, Кушерник је имао 97 становника.
| Број становника према пописима | Број становника према пописима |
| ------------------------------ | ------------------------------ |
| 2002                           | 2011                           |
| 102                            | 97                             |

Напомена: Године 1994. настала спајањем насеља Кушерник (Марибор) и Кушерник (Песница), која су укинута.